# Uppsala General Catalogue

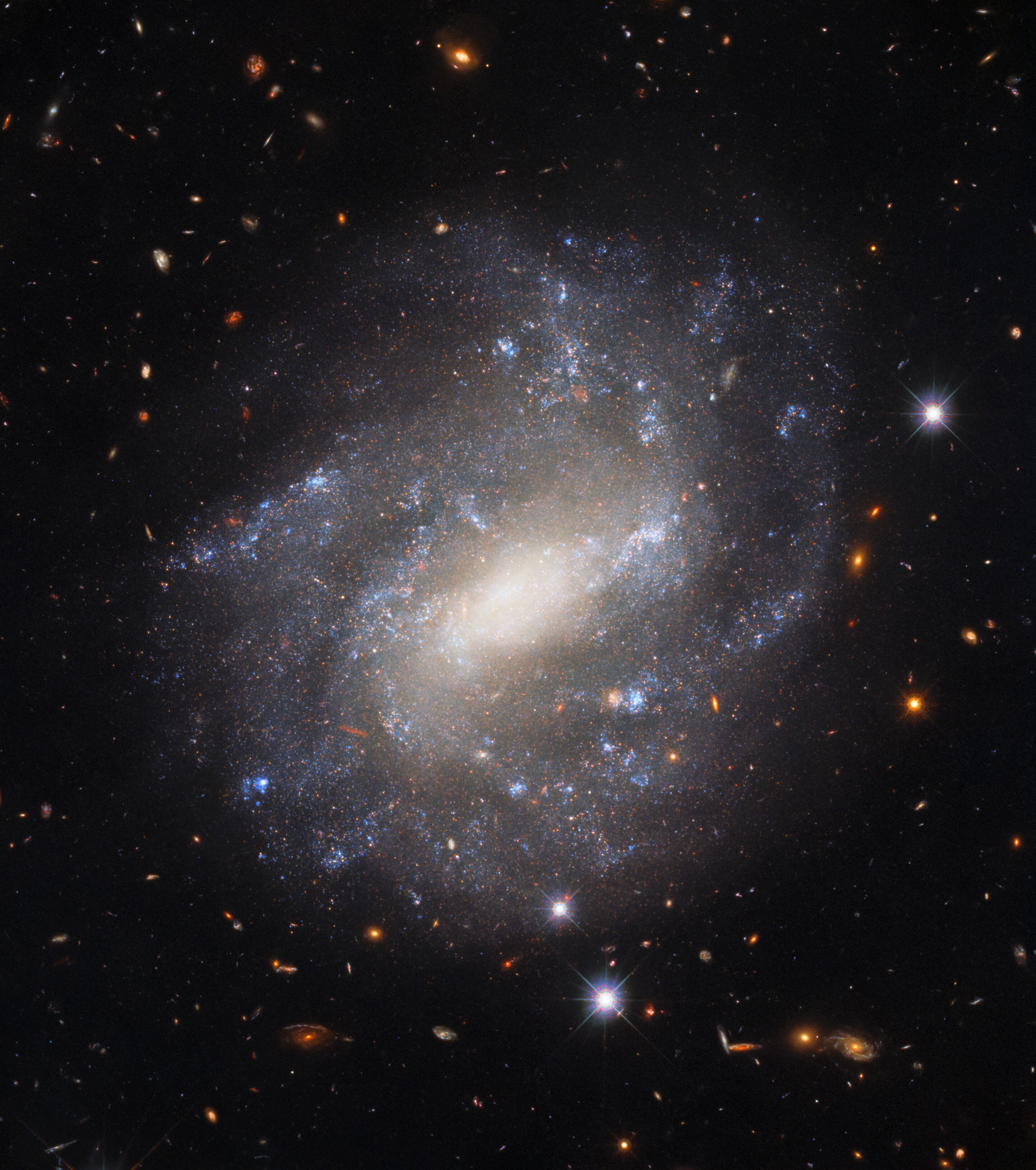
La galaxie spirale UGC 9391, un des divers exemples de galaxies répertoriés par le catalogue UGC.

Le Uppsala General Catalogue of Galaxies (UGC) est un catalogue de galaxies recensant environ 12 921 galaxies visibles dans l'hémisphère nord.
Le catalogue comprend quasiment toutes les galaxies situées au nord de la déclinaison -02°30', jusqu'à un diamètre limite de 1,0 minute d'arc ou une magnitude apparente limite de 14,5. La principale source des données est constituée des calques du Palomar Observatory Sky Survey (POSS) de l'observatoire du Mont Palomar. Il comprend également les galaxies de diamètre inférieur à 1,0 minute d'arc mais plus brillantes que la magnitude 14,5 du Catalogue of Galaxies and of Clusters of Galaxies (CGCG).
Le catalogue contient la description des galaxies et de leur environnement, plus leur classement dans les systèmes habituels et la position angulaire pour les galaxies aplaties. Les diamètres des galaxies sont précisés et les classements et descriptions sont fournis de manière à rendre compte le mieux possible de l'aspect des galaxies sur les calques. La précision des coordonnées est juste celle requise pour des besoins d'identification.

## Additif
Il existe un additif au catalogue appelé Uppsala General Catalogue Addendum qui est abrégé en UGCA.

## Liste de galaxies du catalogue
Ci-dessous est présentée une liste non-exhaustive de galaxies répertoriées par le catalogue UGC.
- UGC 3378

- UGC 4879
- UGC 6614
- UGC 6697
- UGC 8331
- UGC 9618
- UGC 12158
- UGC 12591